# Kecamatan Tarakan Barat
Kecamatan Tarakan Barat (indonesiska: Tarakan Barat) är ett distrikt i Indonesien.   Det ligger i provinsen Kalimantan Utara, i den norra delen av landet, 1 600 km nordost om huvudstaden Jakarta. Kecamatan Tarakan Barat ligger på ön Pulau Tarakan.